# Сенников, Андрей Герасимович
Сенников Андрей Герасимович — советский, российский учёный-палеонтолог, биолог, стратиграф, известный своими исследованиями ископаемой фауны перми и триаса востока Русской платформы.

## Биография
В 1978 году окончил геологический факультет МГУ, с этого же времени работает в Палеонтологическом институте имени А. А. Борисяка РАН.
Кандидатская диссертация на тему «Рептилии (диапсиды), фаунистика, экология позвоночных и стратиграфия позднего палеозоя раннего мезозоя» (1991).

## Награды и премии
- 1997 — Медаль «В память 850-летия Москвы»
- 1997 — Премия имени Ханса Раусинга за лучшую палеонтологическую работу года

## Описанные таксоны
Сенниковым были определены следующие таксоны:
- Dongusuchus efremovi Sennikov, 1988 — описан новый вид архозавра[2]
- Garjainia madiba Gower et al., 2014 — описан новый вид в соавторстве[3].
- Uralosaurus magnus Otschev, 1980 — первоначально описанный В. Г. Очевым как Erythrosuchus magnus в 1980 году, в самостоятельный род выделен А. Г. Сенниковым в 1995 году[4].
- Teleocrater rhadinus Nesbitt et al., 2017 gen. et sp. nov. — описание нового монотипного рода архозавров в составе международной научной группы[5]
- Vytshegdosuchus zbeshartensis Sennikov, 1988[6]
- Tsylmosuchus Sennikov, 1990[7]
- Tsylmosuchus jakovlevi Sennikov, 1990[8]
- Tsylmosuchus donensis Sennikov, 1990[9]
- Tsylmosuchus samariensis Sennikov, 1990[10] = Chasmatosuchus rossicus Huene 1940
- Jaikosuchus Sennikov, 1990[11] = Chasmatosuchus Huene 1940

## Публикации
В 2016 году индекс Хирша Сенникова А. Г. по РИНЦ составлял 13, Scopus 17, Web of Science 5.
Более 100 опубликованных работ. В том числе:
- М.А. Шишкин, В.Г. Очев, В.П. Твердохлебова, И.Ф. Вергай. Биостратиграфия континентального триаса Южного Приуралья. — Палеонтологический институт РАН. — Москва: Наука, 1995. — 205 с. — ISBN 5-02-004740-6.
- Ранние текодонты Восточной Европы. — 1995.
- Ивахненко М.Ф., Голубев В.К., Губин Ю.М., Каландадзе Н.Н., Новиков И.В., Сенников А.Г., Раутиан А.С. Пермские и триасовые тетраподы Восточной Европы. — Труды ПИН. — Москва: ГЕОС, 1997. — Т. 268. — 216 с. — ISBN 5-89118-029-4.
- Беспокойная судьба древних окаменелостей.
- Татаринов Л.П., Ивахненко М.Ф., Сенников А.Г., Аверьянов А.О., Архангельский М.С. Ископаемые рептилии и птицы. Часть 1. // Ископаемые позвоночные России и сопредельных стран.. — ГЕОС, 2008. — ISBN 978-5-89118-415-6.
- Стародубцева И.А., Сенников А.Г., Сорока И.Л., Голубев В.К., Горденко Н.В., Наугольных С.В., Павлова Л.А., Новиков И.В., Кандинов М.Н. Геологическая история Подмосковья в коллекциях естественнонаучных музеев. — Москва: Академиздатцентр "Наука", 2008. — 229 с.